# Базиліка Святої Анни (Єрусалим)
Базиліка Святої Анни (івр. כנסיית סנטה אנה) — церква на честь святої праведної Анни, побудована на місці будинку батьків Богородиці, праведних Йоакима та Анни, де народилася Діва Марія. Розташована в мусульманському кварталі старого міста в Єрусалимі, безпосередньо біля Віфезди. Має титул Малої базиліки.

## Історія
- Споруджена за часів патріарха єрусалимського Ювеналія (422–458 рр.) як велика візантійська базиліка Святої Марії[1] (розміром 45 м на 18 м). Її нефи підтримувалися сьома арками, і розташовувалися на місці старої дамби та водоймів. Це перша відома будівля церкви споруджена Євдокією — дружиною імператора Феодосія II та була присвячена Діві Марії. У 614 р. частково була зруйнована персами. Але була відбудована монахом Модестом у період Карла Великого, і облаштована наново для богослужіння. У 1010 р. була зруйнована халіфом Аль-Хакімом.
- Друга будівля церкви була споруджена за часів хрестоносців. Вони у 1099 р. застали руїни. Вони спорудили маленький монастир присвячений чуду Христа. У 1130 р. над печерами місця народження Богородиці була споруджена романська церква на честь матері Діви Марії святої Анни. І служила каплицею бенедиктинських черниць. У 1142 році надала підтримку на облаштування базиліки королева Мелісанди. Після вигнання у 1187 році хрестоносців з Єрусалиму Салах ад-Дін перетворив її у 1192 році в медресе, завдяки чому вона збереглася.
- У період панування турків (1517–1917 рр.) паломники таємно відвідували святу крипту.
- У 1856 році турецький султан Абдул Меджід подарував цю церкву Наполеонові III на знак подяки за надану підтримку у Кримській війні. Церква на той час була в поганому стані і використовувалася як конюшня.
- У 1878 році дана церква була передана Білим отцям на чолі з кардиналом Чарльзом Лавіжрі, під керуванням французького консульства. Архітектор М. Мос провів археологічні розкопки та відреставрував базиліку і відновив романський стиль епохи хрестоносців. Їм допомагали домініканці з «Біблійної школи».
- У 1882–1946 роках у церкві діяли курси підготовки греко-католицьких священників.

Споруда церкви знаменита своїми довгими ревербераціями. З правої сторони нави є прохід у підземний грот, у якому вшановується місце народження Марії, матері Ісуса з Назарету.

## Галерея

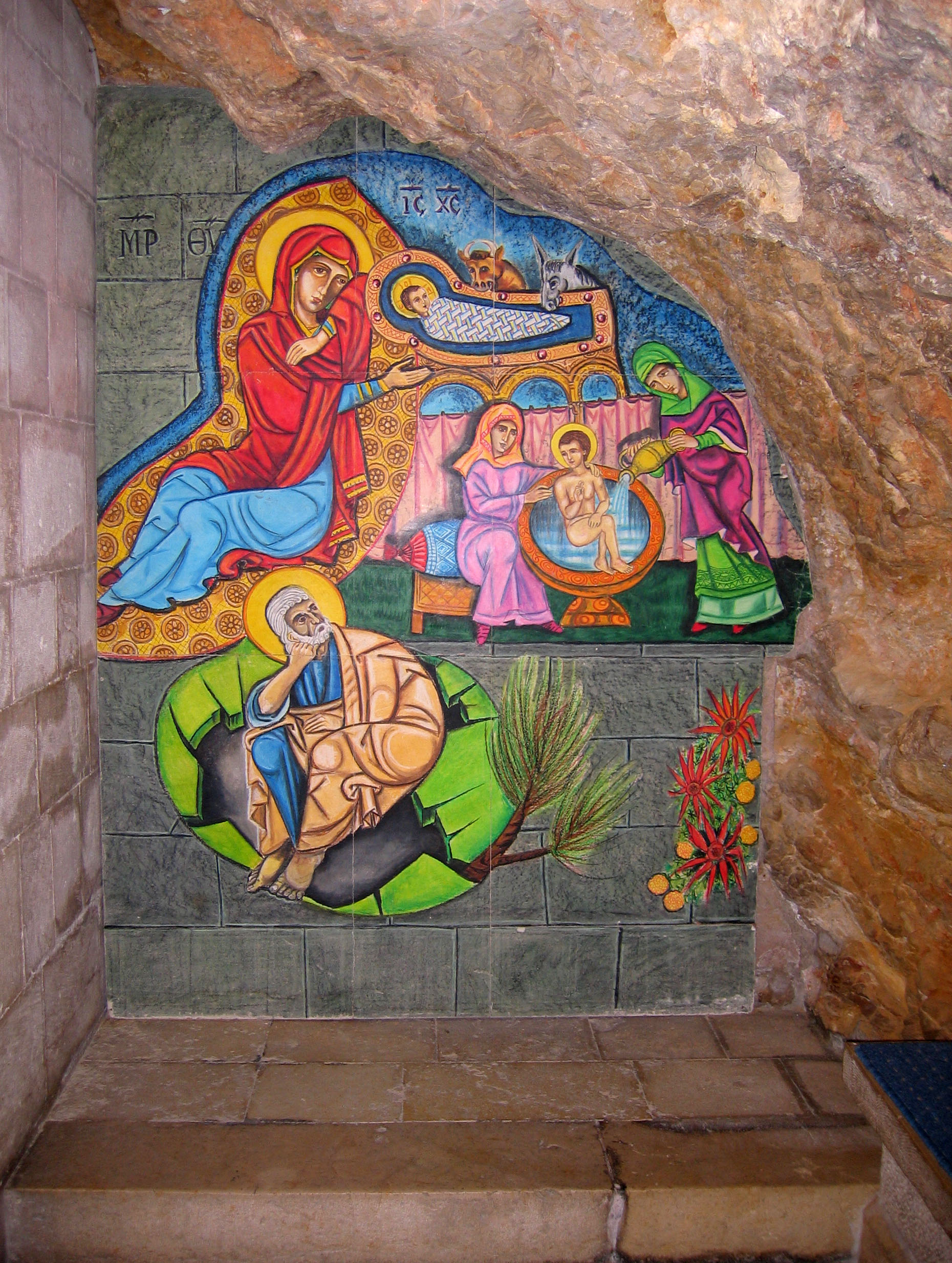
Грот місця різдва Богородиці під базилікою Святої Анни
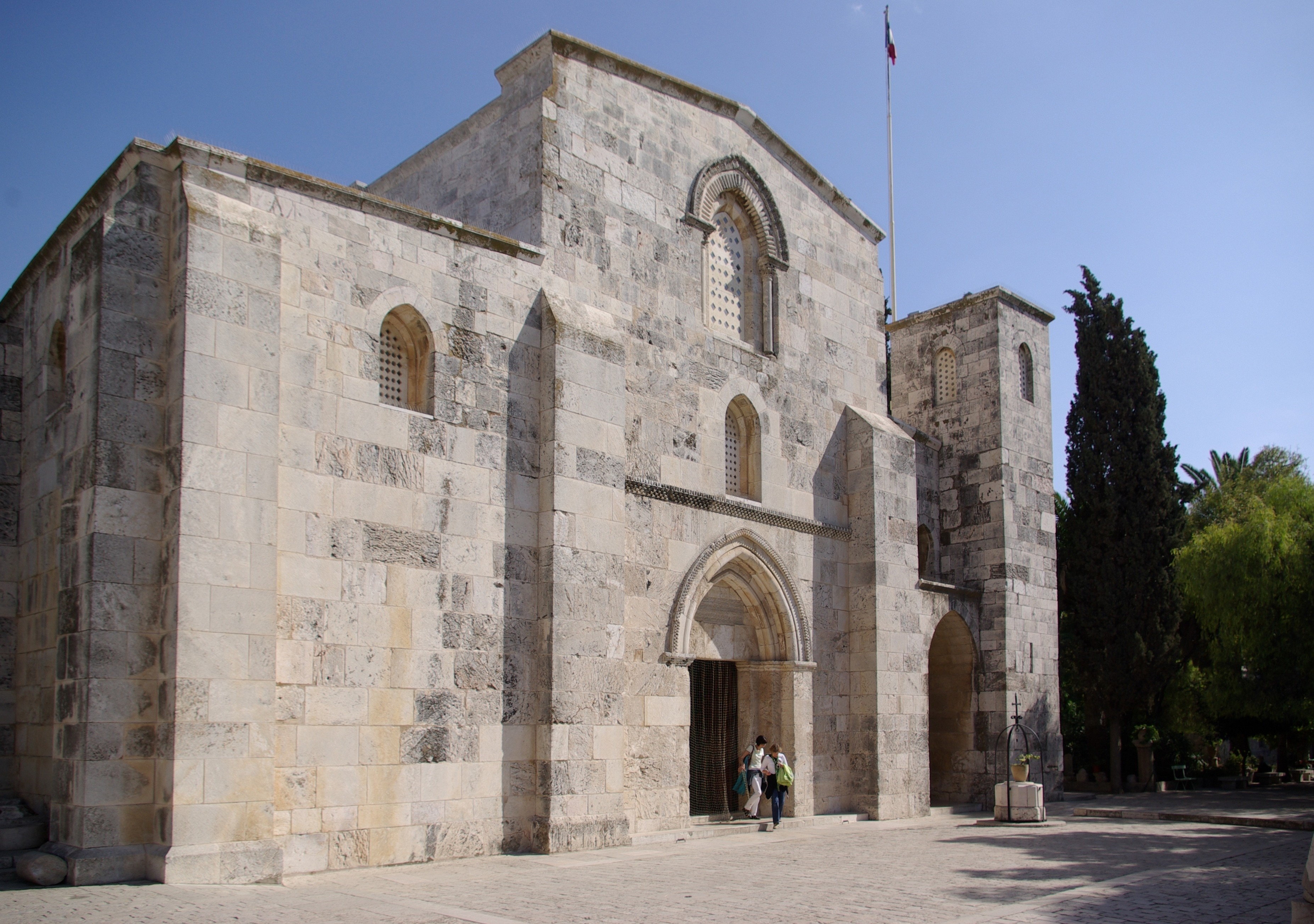
Західний фасад базиліки
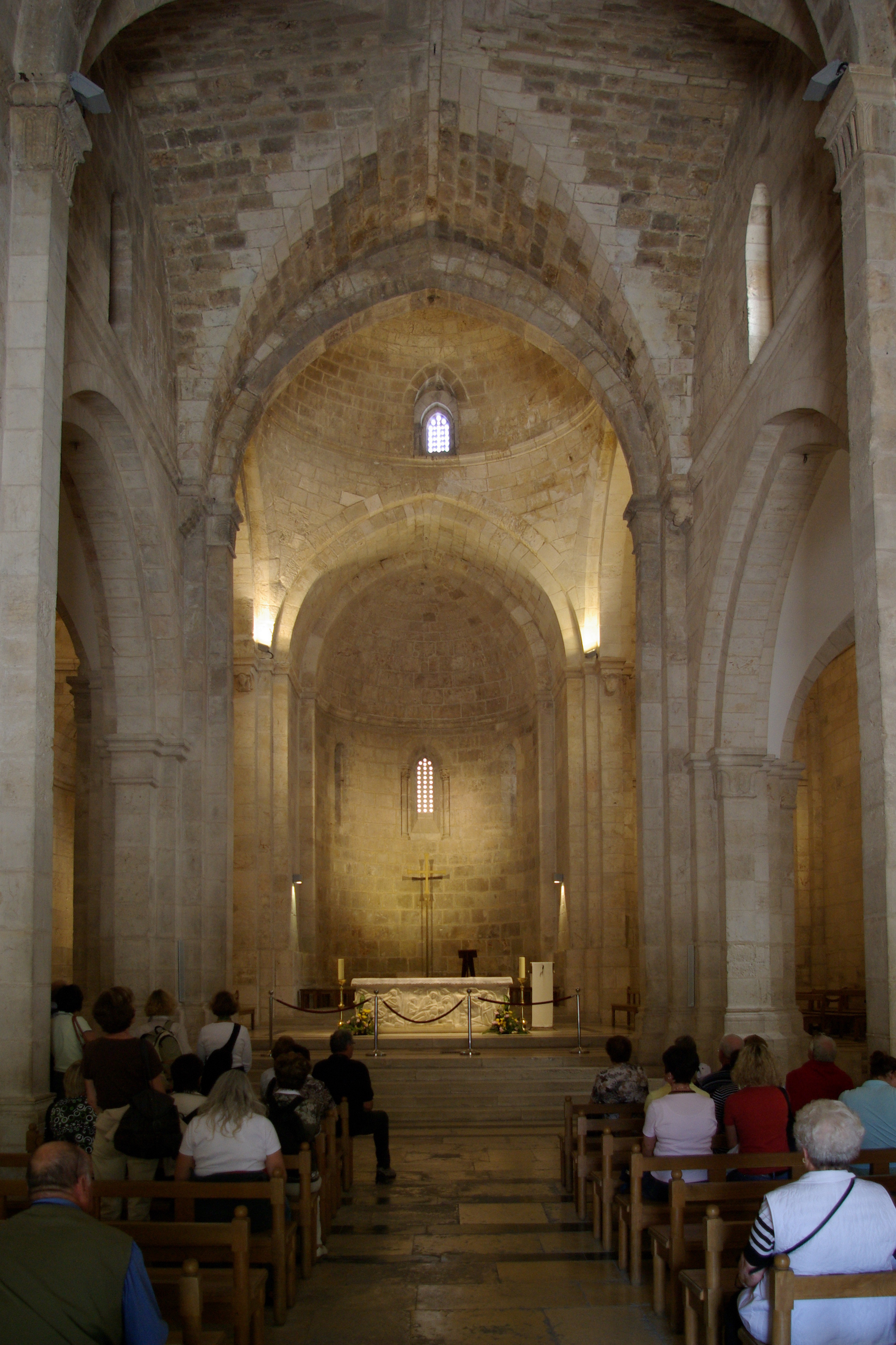
Інтер'єр базиліки
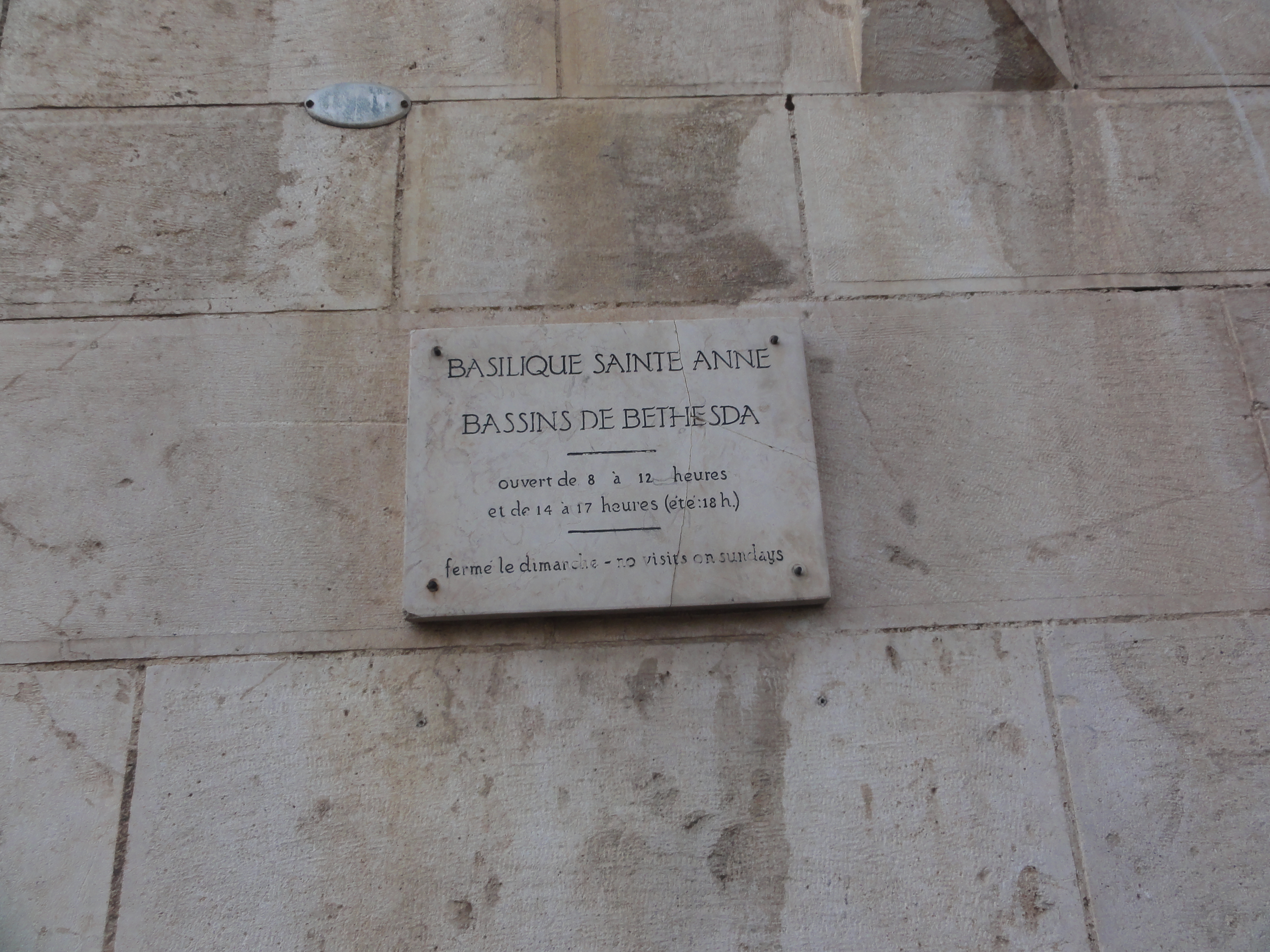
Таблиця базиліки на фасаді
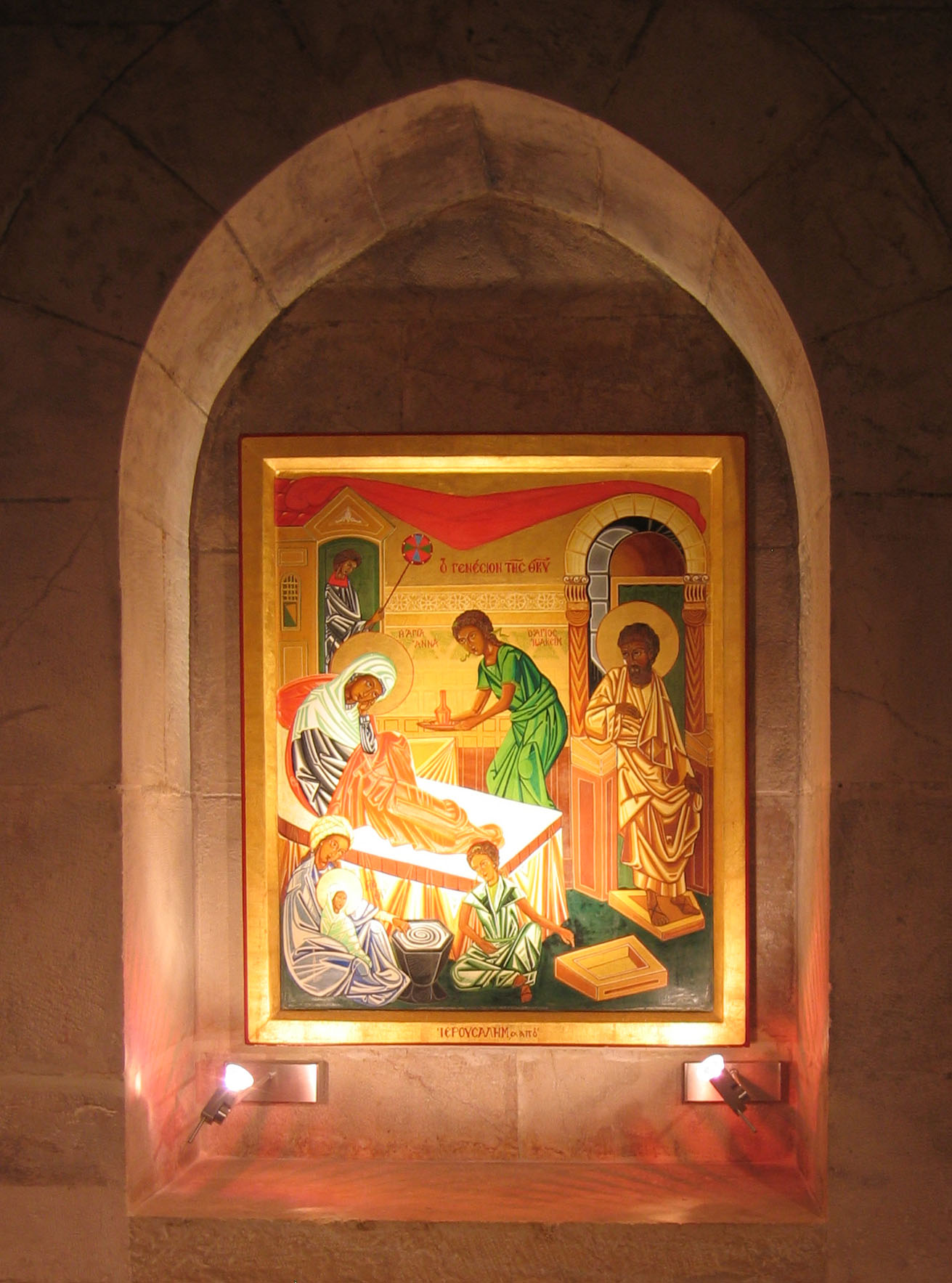
Ікона різдва Богородиці
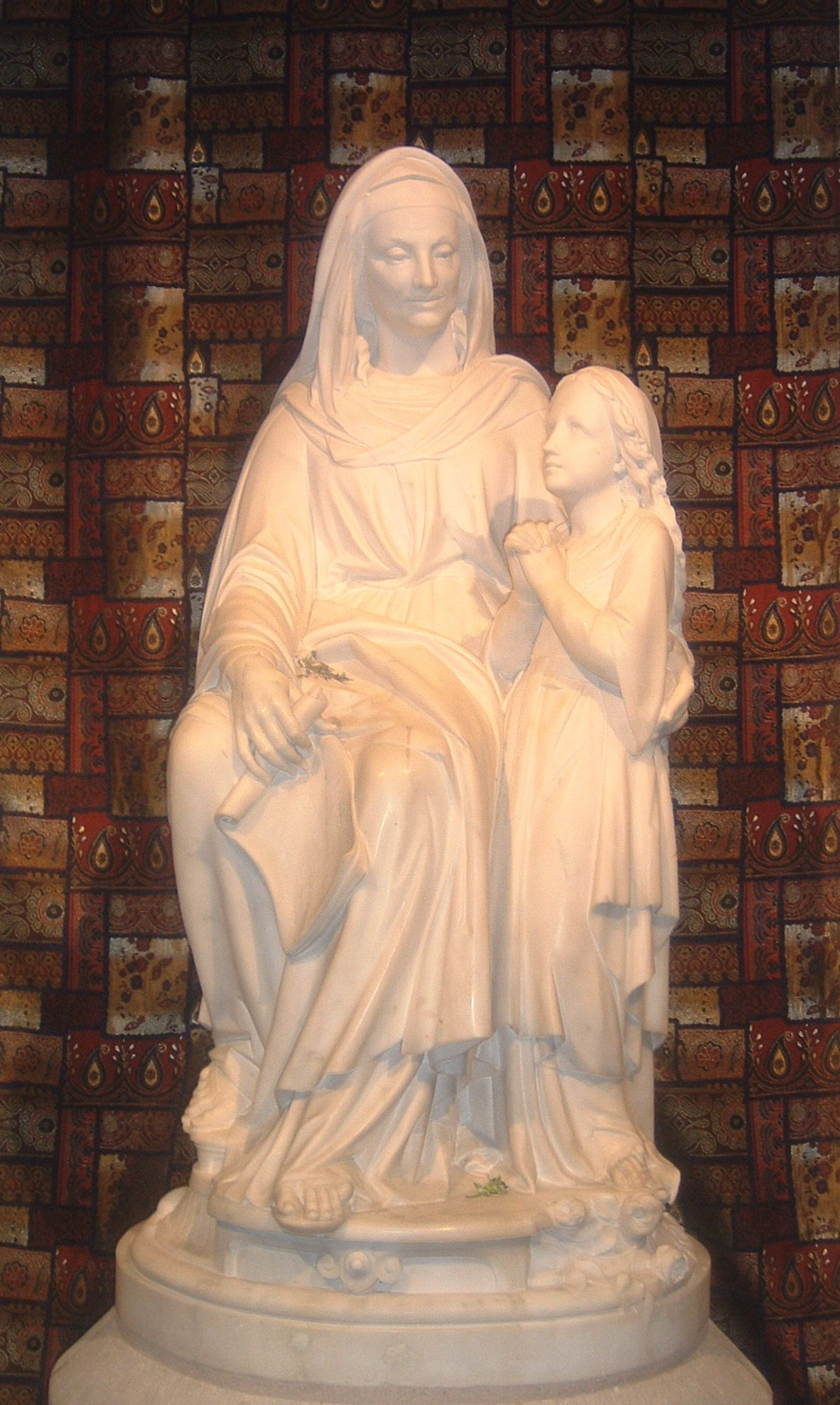
Праведна Анна и Діва Марія